# 미래연합
미래연합(未來聯合, 영어: The Party of Future Union)은 2010년 4월 18일에 이규택이 창당한 대한민국의 정당이다. 당사는 서울특별시 영등포구 여의도동에 있었다.

## 역사
2010년 제5회 지방 선거에서 시군구 자치단체장인 상주시장 1명, 이외에 광역의회 1명, 기초의회 10명의 당선자를 냈다. 2012년 4월 11일에 실시된 제19대 총선 결과, 지역구와 비례대표 모두에서 의석 획득에 실패하였고, 정당 지지율 득표에서 등록취소요건인 2%미만을 얻어 등록이 취소되었다.

## 주요 선거 기록

### 국회의원 선거
|  | 0% |

|  | 0.09% |

|  | 0% |

### 지방선거
|  | 0% |

|  | 0.44% |

|  | 0.13% |

|  | 0.35% |